# 63 Andromedae
63 Andromedae este o stea din constelația Andromeda.